# Bộ Trĩ (夂)
Bộ Trĩ (夂), cũng được gọi là bộ Truy, nghĩa là "theo sau mà đến" là một trong 31 bộ thủ được cấu tạo từ 3 nét trong số 214 Bộ thủ Khang Hi. Trong Khang Hi tự điển, chỉ có 11 ký tự (trong tổng số 49.030) được tìm thấy dưới bộ thủ này.

## Chữ thuộc bộ Trĩ (夂)

Triện thư

| Số nét | Chữ   |
| ------ | ----- |
| 3 nét  | 夂    |
| 4 nét  | 夃    |
| 5 nét  | 処 处 |
| 6 nét  | 夅    |
| 7 nét  | 夆    |
| 8 nét  | 备    |
| 9 nét  | 夈    |